# Кузьмине
Кузьмине —  село в Україні, у Кремінській міській громаді Сіверськодонецького району Луганської області. Населення становить 104 осіб.

## Історія

### Загинули у боях за село
14 березня 2023Коваленко Юрій Олександрович (1966—2023) — український вчений, історик, археолог, учасник місії «Чорний тюльпан», краєзнавець, викладач, музикант, штаб-сержант Збройних Сил України, учасник російсько-української війни.